# Лерман, Диего
Дие́го Ле́рман Санчис (исп. Diego Lerman Sanchis; род. 24 марта 1976, Буэнос-Айрес) — аргентинский кинорежиссёр, сценарист, продюсер.

## Биография
Окончил муниципальную Школу драматического искусства и отделение кинорежиссуры Буэнос-Айресского университета. Также учился в Кубинской киношколе в Сан-Антонио-де-лос-Баньос. По стипендии Каннского МКФ (2002) в течение пяти месяцев работал в парижском Кинофонде, готовя фильм Тем временем.

## Фильмография
- 1999 — Испытание / La Prueba (по одноименному роману Сесара Айры; короткометражный)
- 2003 — Так внезапно / Tan de Repente (по роману Сесара Айры Испытание; полнометражный; три премии Буэнос-Айресского фестиваля независимого кино, первая премия МКФ в Гаване, премия за лучший сценарий и лучший режиссёрский дебют на фестивале Латиноамериканского кино в Уэльве, Серебряный леопард и премия Дон Кихот Локарнского МКФ, премия МКФ Санденс, премия ФИПРЕССИ на МКФ в Вене, премия Киевского МКФ Молодость, Золотой тюльпан МКФ в Стамбуле и др.)
- 2005 — Война гимназий / La Guerra de los Gimnasios (по одноименному роману Сесара Айры, короткометражный)
- 2006 — Тем временем / Mientras Tanto
- 2007 —  / Fronteras argentinas: Servicios Prestados (документальный телефильм)
- 2010 — Невидимый глаз / La Mirada Invisible (по роману Мартина Коана Моральные науки)
- 2014 —  / Refugiado